# Valea Lungă (okręg Vaslui)
Valea Lungă – wieś w Rumunii, w okręgu Vaslui, w gminie Vinderei. W 2011 roku liczyła 280 mieszkańców.